# آي إيه آر-46
آي إيه آر-46 (بالإنجليزية: IAR-46)‏ هي طائرة خفيفة للتدريب، أحادية السطح، بمقعدين. أنتجت في رومانيا. من صناعة الصناع ايرونوتيكا رومانا. كان أول طيران لها في 1993. ومازالت في الخدمة حتى الآن.